# Ambur
Ambur és una antiga ciutat de Tamil Nadu a l'Índia, avui una municipalitat del districte de Vellore, al peu del pas de Kadapanatham i a la riba sud del riu Palar, famosa per la fabricació de pell i sabates, i per algunes especialitats gastronòmiques. La seva situació és: 12° 47′ N, 78° 42′ E / 12.78°N,78.7°E. La seva població segons el darrer cens de 2001 és de 99.855 habitants encara que en els darrers anys molts emigrants de les zones veïnes s'han instal·lat a la ciutat i encara no estan censats.

## Llocs interessants
- Temple Nageswaran
- Temple de Kalikambal o Kamatci amman
- Temple Sri Anchineyar
- Església Luterana Immanuel
- Hospital Bethestha (Bethesda)
- Jamia Mesjid
- La Petita Mesquita
- Chowk Masjid
- Khaderpet Masjid
- Noorullah Pet Masjid
- Mohammed Pura Masjid
- Mohideen Pura Masjid
- Pudumanai Masjid
- Neilfield Masjid
- Kangartakiya Masjid.

## Història
La vila tenia un fort situat a l'inaccessible pic de Ambur Drug i dominava un pas que permetia l'accés al Carnàtic. El 1750 la primera gran batalla de les guerres del Carnàtic es va lliurar sota les seves muralles i Anwar al-Din, nawab d'Arcot, fou derrotat pel nizam Muzaffar Jang. El 1768 fou defensada pel 10è Regiment de la Infanteria de Madras. El 1888 fou assetjada per Haidar Ali que finalment la va ocupar però la va haver de restituir pel tractat de Mangalore. En les expedicions britàniques del 1792 i 1799 contra Mysore la fortalesa fou ocupada com a punt estratègic. La ciutat fou part del districte d'Arcot a la presidència de Madras, a la taluka de Vellore. Fou coneguda també com a Amburdrug i com Petambur.